# Manuscrito colombino O'Gorman
El Manuscrito colombino O'Gorman es un documento autógrafo de Cristóbal Colón también conocido como Ordenanza. Manuscrito Colombino O'Gorman Condumex y nombrado así por el historiador Edmundo O'Gorman, quien lo descubrió. El documento fue firmado en Cádiz, el 20 de febrero de 1493 o el 20 de noviembre de 1493.

## Historia del documento

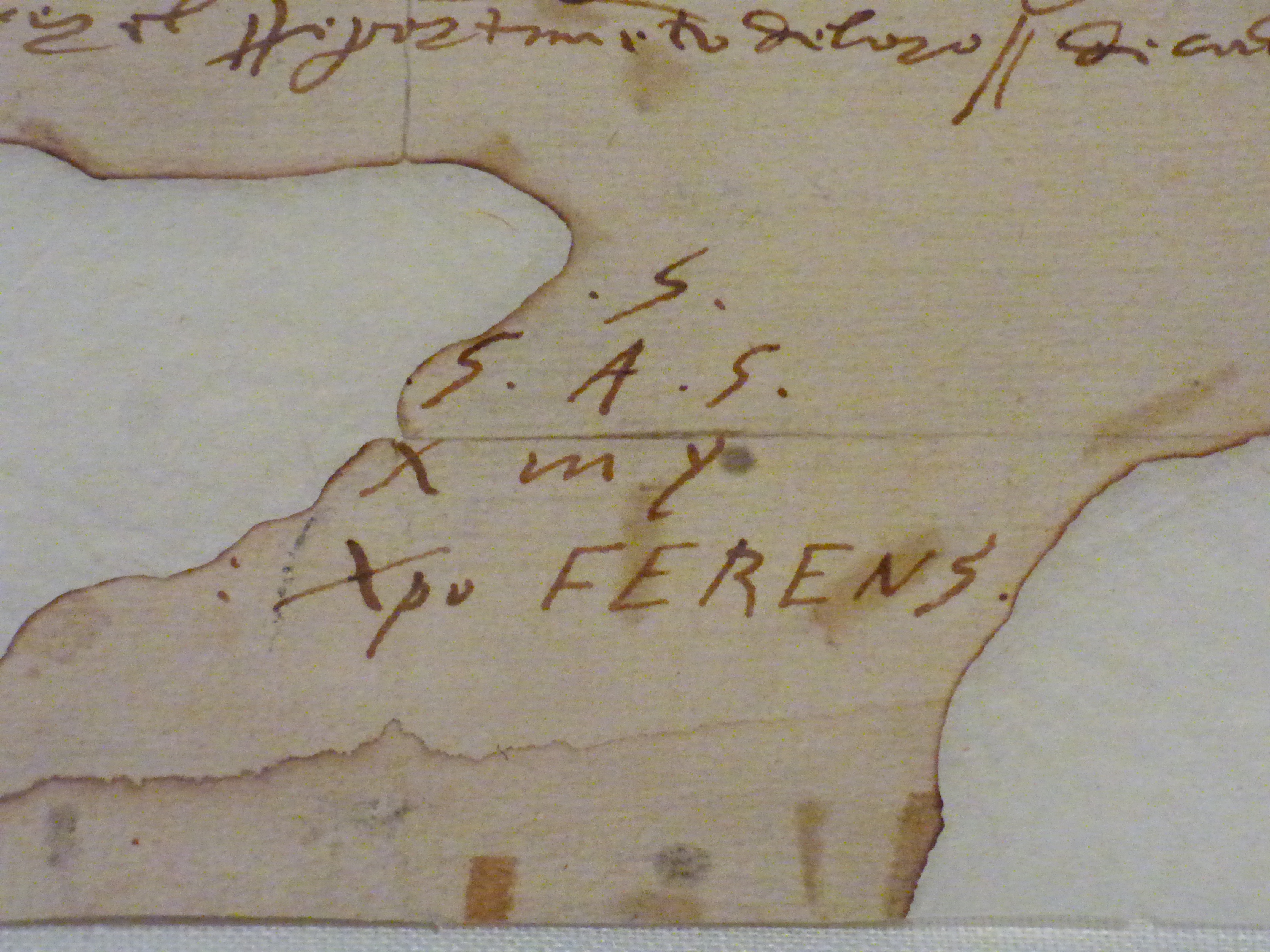
Firma de Cristóbal Colón, en Ordenanza. Manuscrito Colombino O'Gorman Condumex, expuesto en el Museo Soumaya Loreto

El manuscrito, señala O'Gorman, fue escrito y firmado por Cristóbal Colón durante el viaje de regreso a España, después de su primer viaje. El documento, firmado en Cádiz, el 20 de febrero de 1493, posee el nombre de ρο. FERENS, firma polémica que ostentó el navegante, que ha dado lugar a diversas interpretaciones debido a la forma en que están acomodadas las letras en cuatro líneas. En 1978, el documento fue autentificado y apoyado para su adquisición por parte de Edmundo O'Gorman, consejero del Centro de Estudios de Historia de México Condumex. Este documento señala las nuevas tierras, conocidas como las Indias orientales. Colón murió convencido de que había llegado a la India. Américo Vespucio fue de los primeros navegantes que sostuvieron que se trataba de un nuevo continente.

## Contenido del documento
Dentro del documento se encuentran las ideas de Colón sobre la forma que debía reglamentarse el tráfico entre la Isla Española y Haití y también entre otras islas que España hubiera hallado. Dicha ordenanza también posee las medidas adecuadas para la búsqueda de oro y la repartición del mismo entre la corona, colonos y el almirante.
Se trata de un documento valioso por su trascendencia, rareza y valor histórico, pues es uno de los documentos que constata el primer contacto de occidente con el Nuevo Mundo.

## Transcripción
O[rden que se de]va guardar para la yda de los navios asy a la isla es[pa]ñola como a las otras asy halladas como por hallar//

Que no puedan yr los dichos navios a descargar salvo en uno
o dos puertos para ello señalados ende rregistren todo lo que 
llevaren e descargaren y cuando ovieren de partir sea de los 
mismos puertos e rregistren todo lo que cargaren// y cerca 
deloro que se oviere de traer de las yslas para castilla asy 
lo que fuere de sus altezas como de cualesquier presonas 
todo ello se ponga en una arca que tenga dos cerraduras con 
sus llaves y quel maestro tenga la una y la otra persona
quel gobernador y tesorero escogeren la otra y que venga luego la
relación de todo lo que pusiere enla dicha arca e señalado para
que cada uno aya lo suyo//
y que todos los navios que vinieren de las dichas yslas vengan a
hacer su descarga al puerto de cadiz/y no salga persona
dellos hasta que vayan a los dichos navios la persona o presonas
que para ello por sus altezas fueren deputados en la dicha cibdad y a
quien los maestros hayan de manifestar todo lo que traen porque no se encubra cosa alguna/ y que en presencia de la justicia
y de quien fuere para ello deputado por sus altezas se aya de
abrir el arca y hacer el rrepartimiento deloro// de cadiz a XX
de febº 1493/
.S.
.S. A. S.

X MY
: Xro FERENS.”

## Material del documento
El texto está escrito en una sola cara de un folio de papel de fibra de lino con marca de agua.